# James Phiri
James Phiri (né le 13 février 1968 à Lusaka en Zambie et mort le 5 janvier 2001) est un footballeur international zambien, qui évoluait au poste de gardien de but.

## Biographie

### Carrière en sélection
Avec l'équipe de Zambie, il joue 43 matchs (pour aucun but inscrit) entre 1993 et 1998[réf. nécessaire]. 
Il figure dans le groupe des sélectionnés lors des Coupes d'Afrique des nations de 1994, de 1996 et de 1998. La sélection zambienne atteint la finale de cette compétition en 1994, en étant battu par le Nigeria.
Il joue également 4 matchs comptant pour les tours préliminaires de la coupe du monde, lors des éditions 1994 et 1998.

## Palmarès
| Zanaco - Coupe de Zambie : - Finaliste : 1998. |  | Zambie - Coupe d'Afrique des nations : - Finaliste : 1994. |